# Gabinete do Povo Negro (Porto Alegre)
O Gabinete de Políticas Públicas para o Povo Negro (GPN) é um dos órgãos administrativos da prefeitura municipal de Porto Alegre, capital do estado brasileiro do Rio Grande do Sul. Criado em novembro de 2009, sendo pioneiro no país, o gabinete tem como objetivo promover ações, nos diversos segmentos da administração municipal, contra a discriminação racial, a xenofobia e intolerâncias correlatas, zelando, em especial, pela proteção dos negros.